# 4654 Gorʹkavyj
4654 Gorʹkavyj је астероид главног астероидног појаса са средњом удаљеношћу од Сунца која износи 2,205 астрономских јединица (АЈ).
Апсолутна магнитуда астероида је 13,7.